# Dreambuilders - La fabbrica dei sogni
Dreambuilders - La fabbrica dei sogni (Drømmebyggerne) è un film d'animazione danese del 2020 di Kim Hagen Jensen.

## Trama
Minna è una giovane ragazza che vive in campagna con suo padre, John. Sua madre Karen li lasciò per intraprendere la sua carriera di cantante. Minna fatica ad adattarsi all'arrivo della nuova moglie di John, Helene, e di sua figlia Jenny, che litiga regolarmente con Minna. Una notte, mentre sogna, Minna scopre un buco nel cielo e nota delle creature blu che controllano il suo sogno, che la svegliano bruscamente. Minna indaga la notte seguente, scoprendo che le creature blu sono Costruttori di sogni, responsabili della progettazione dei sogni delle persone, e incontra Gaff, il suo Costruttore di sogni. Mentre si nasconde dall'ispettore, Minna viene sbalzata dal palcoscenico dei suoi sogni e in quella di suo padre, alterando inavvertitamente il suo sogno quando gli porge una lattina di acciughe al posto della torta come era stato scritto.
Svegliandosi, Minna scopre che, a causa della manomissione del suo sogno, John ora ama le acciughe e si rende conto che può influenzare le persone attraverso i loro sogni. Quando Jenny minaccia di portare il criceto di Minna, Viggo, in un rifugio per animali, Minna si appella a Gaff per aiutarla a far cambiare idea a Jenny. Gaff accetta con riluttanza e la coppia interferisce con il sogno di Jenny di includere un Viggo meccanico di dimensioni giganti. Mentre si trova nel mondo dei sogni, Minna scopre che se un sognatore è fuori dalla fase del sogno per troppo tempo, cessa di esistere. Al risveglio, Minna scopre che Jenny ha preso in simpatia Viggo, ma è sconvolta nell'apprendere che Jenny ha preso in giro il senso della moda di Minna ai suoi follower su Instagram. Decidendo di sistemare Jenny, Minna interferisce di nuovo con il sogno di Jenny, tentando di farle apprezzare il maglione di Minna. Viene quasi catturata dall'Ispettore, ma riesce a fuggire con l'aiuto di Milo, un ex Costruttore di Sogni che è stato retrocesso a custode dopo aver inavvertitamente distrutto un palcoscenico dei sogni alterando la sceneggiatura.
Jenny va nel panico quando scopre che indossa il maglione di Minna ed è colpita dall'ansia per i suoi bizzarri cambiamenti di comportamento, che inducono Helene a decidere di riportarli in città. Mentre fa le valigie, Jenny scopre il diario di Minna contenente le immagini del suo sogno. Rendendosi conto che Minna sta in qualche modo manomettendo i suoi sogni, Jenny minaccia ritorsioni e convince Helene a riconsiderare il trasferimento. Jenny invoca deliberatamente la gelosia di Minna legandosi a John, facendo sì che Minna si scagli contro la sua famiglia. Furiosa, Minna costruisce un incubo per Jenny, approfittando della sua aracnofobia terrorizzandola con dei ragni, tra cui uno meccanico di dimensioni giganti. Tuttavia, il palcoscenico dei sogni crolla e Jenny si tuffa nella Spazzatura dei Sogni, dove i set usati vengono scartati, con grande orrore di Minna. L'ispettore incolpa Gaff per la farsa e lo degrada a custode. Nel mondo reale, Jenny viene messa in coma. Piena di rimorsi, Minna si riconcilia con John e decide di salvare Jenny.
Nel suo sogno, Minna incontra sua madre, che tenta di convincerla a rimanere a letto, ma vede attraverso la farsa e scopre che lei è un'attrice. Con l'aiuto di Gaff, Minna elude l'ispettore ed entra nella Spazzatura dei Sogni, recuperando Jenny. Tuttavia, la torre che porta fuori dalla Spazzatura dei Sogni viene distrutta, bloccandoli lì. Mentre fuggono dal ragno meccanico fuori controllo, Minna e Jenny si nascondono nel set in rovina di uno dei precedenti sogni di Jenny, dove Minna scopre che il padre di Jenny ha lasciato lei e Helene anni prima, incolpando Jenny per il trasloco. I due si riconciliano e trovano un vecchio controller dei sogni, usandolo per far levitare diversi oggetti di grandi dimensioni che fungano da scala per una delle fasi del sogno. Sono inseguiti dal ragno, ma con l'aiuto di Gaff, Minna riesce a disattivarlo. Jenny inizia a svanire per essere lontana dal palcoscenico dei suoi sogni per troppo tempo, ma Minna, Gaff e l'ispettore riescono a riportarla sul palco e a svegliarla in tempo. Nel mondo reale, Jenny si risveglia dal coma, per la gioia di Minna.
Minna, Jenny, John e Helene riescono a riunirsi come una famiglia. Nel mondo dei sogni, Gaff, reintegrato come Costruttore di sogni, inizia la costruzione di un nuovo sogno.

## Distribuzione
Il film è stato distribuito nelle sale cinematografiche italiane dal 10 settembre 2020.